# Tölcsérvirágok
A tölcsérvirágok (Zantedeschia) az egyszikűek (Liliopsida) osztályának hídőrvirágúak (Alismatales) rendjébe, ezen belül a kontyvirágfélék (Araceae) családjába tartozó nemzetség. Egyéb nevei: kála, kalla.
Nemzetségcsoportjának az egyetlen nemzetsége.

## Előfordulásuk
A tölcsérvirágok afrikai származásúak. A különböző fajok a következő országokban fordulnak elő természetes állapotban: Angola, a Dél-afrikai Köztársaság, Kamerun, a Kongói Demokratikus Köztársaság, Lesotho, Malawi, Mozambik, Nigéria, Szváziföld, Tanzánia, Zambia és Zimbabwe. Ez a növénynemzetség főleg a fehér tölcsérvirágon (Zantedeschia aethiopica) keresztül és az ember segítségével más kontinensekre is betelepült.

## Rendszerezés
A nemzetségbe az alábbi 8 faj tartozik:
- fehér tölcsérvirág (Zantedeschia aethiopica) (L.) Spreng. - típusfaj
- Zantedeschia albomaculata (Hook.) Baill.
- Zantedeschia elliottiana (W.Watson) Engl.
- Zantedeschia jucunda Letty
- Zantedeschia odorata P.L.Perry
- Zantedeschia pentlandii (R.Whyte ex W.Watson) Wittm.
- Zantedeschia rehmannii Engl.
- Zantedeschia valida (Letty) Y.Singh